# Дутов, Пётр Данилович
Пётр Данилович Дутов (1916—1941) — красноармеец, рядовой стрелок 4-й роты 2-го батальона 1075-го стрелкового полка 316-й стрелковой дивизии 16-й армии Западного фронта РККА. Герой Советского Союза.

## Биография
Родился 6 августа 1916 года в крестьянской семье в селе Холмогоровка (современная Алматинская область Казахстана). Русский. Получил семилетнее образование в  сельской школе, затем работал в селе Кугалы в колхозе. В 1937-1939 годах находился на действительной срочной службе в Рабоче-крестьянской Красной Армии.
В июле 1941 года Петра Дутова вновь призвали в Красную Армию и отправили на фронт. 16 ноября 1941 года у разъезда Дубосеково Волоколамского района Московской области в составе группы истребителей танков участвовал в отражении многочисленных атак противника, было уничтожено 18 вражеских танков. Это сражение вошло в историю, как подвиг 28 героев-панфиловцев. В этом бою красноармеец Пётр Дутов погиб.
Указом Президиума Верховного Совета СССР «О присвоении звания Героя Советского Союза начальствующему и рядовому составу Красной Армии» от 21 июля 1942 года за «образцовое выполнение боевых заданий командования на фронте борьбы с немецкими захватчиками и проявленные при этом отвагу и геройство» удостоен посмертно звания Героя Советского Союза.

## Награды
- Герой Советского Союза (21 июля 1942) — за образцовое выполнение боевых заданий Командования на фронте борьбы с немецкими захватчиками и проявленные при этом отвагу и геройство
- Орден Ленина (21 июля 1942) — за образцовое выполнение боевых заданий Командования на фронте борьбы с немецкими захватчиками и проявленные при этом отвагу и геройство

## Память о подвиге
- Именем Петра Дутова были названы улица и школа в родном селе Холмогоровке (с 1991 — с.Шаган); в фойе сельской школы, носящей его имя установлен бюст.

- Его именем  назван теплоход-сухогруз "ПЁТР ДУТОВ» — судно, построенное на Херсонском судостроительном заводе, и приписанное к Черноморскому морскому пароходству Министерства морского флота СССР (1979)[3]

- Героический образ красноармейца-панфиловца Петра Дутова в кино-картине Двадцать восемь панфиловцев, вышедшей в 2016 году реалистично сыграл российский актёр Михаил Пшенко.

Увековеченная память о героях-панфиловцах:
- В Москве, в районе Северное Тушино, в честь доблестных воинов 8-й гвардейской стрелковой дивизии имени героя Советского Союза генерал-майора И. В. Панфилова новая улица получила именование: Улица Героев-панфиловцев, где у дома № 12, корп. № 1 был сооружён памятник (1966).

- В Алма-Ате, родном городе для многих панфиловцев, существующий парк,  в честь земляков-героев был переименован и назван парком имени 28 гвардейцев-панфиловцев (1942), и был сооружён Мемориал славы (1975)[4].

- В песне Дорогая моя столица(1942), ставшей гимном столицы России — Москвы, есть упоминание о героях-панфиловцах:

«…Мы запомним суровую осень,
Скрежет танков и отблеск штыков,
И в сердцах будут жить двадцать восемь
Самых храбрых твоих сынов».